# Tây Thị
Tây Thị (chữ Hán giản thể: 西市区, âm Hán Việt: Tây Thị khu) là một quận của địa cấp thị Dinh Khẩu, tỉnh Liêu Ninh, Cộng hòa Nhân dân Trung Hoa. Quận Tây Thị có diện tích 20 km², dân số năm 2002 là 160.000 người. Quận Tây Thị được chia thành 7 nhai đạo biện sự xứ: Ngũ Đài Tử, Ngư Thị, Đắc Thắng, Thanh Hoa, Hà Bắc, Thắng Lợi, Tây Thị Trường.